# Диполдисвалде
Диполдисвалде (њем. Dippoldiswalde) град је у њемачкој савезној држави Саксонија. Једно је од 41 општинског средишта округа Зексише Швајц-Остерцгебирге. Према процјени из 2010. у граду је живјело 10.429 становника. Посједује регионалну шифру (AGS) 14628060.

## Географски и демографски подаци
Диполдисвалде се налази у савезној држави Саксонија у округу Зексише Швајц-Остерцгебирге. Град се налази на надморској висини од 375 метара. Површина општине износи 63,4 km². У самом граду је, према процјени из 2010. године, живјело 10.429 становника. Просјечна густина становништва износи 165 становника/km².

## Међународна сарадња
| Мјесто | Држава | Врста сарадње | Од    |
| ------ | ------ | ------------- | ----- |
|        | Чешка  | партнерство   | 2005. |
|        | Пољска | партнерство   | 2000. |
| Извор  |        |               |       |